# Комар (Псковская область)
Комар — упразднённая в 1970 году деревня на территории современного Струго-Красненского района Псковской области России. Входила на момент упразднения в Сиковицкий сельсовет. Ныне — урочище.

## География
Находится на северо-востоке региона, в северо-западной части района, в лесной местности, в 2 км к северо-востоку от дер. Музовер, около р. Люта.

## История
В 1571 г. впервые упоминаются деревни Комар Болшой и Комар Меншой Лосицкого погоста Шелонской пятины.
В 1748 г. значится дер. Комар Лосицкого погоста; в 1785 г. дер. Камар Гдовского уезда. Принадлежала майорше Прасковье Лазаревой Станищевой, а пустошь Камар Меньшой Гдовского уезда — действительной статской советнице Наталье Мягкой.
В 1856 г. дер. Комар Большой и пустошь Комар Меньшой принадлежали полковнице Надежде Мартыновне Вишневской, коллежской советнице Екатерине Ивановне Горбуновой, капитанше Татьяне Львовне Потёмкиной и генерал-майору Василию Николаевичу Щетинину.
В 1862 г., в 1882 г. и в 1905 г. дер. Комар относилась к Комарскому сельскому обществу Узьминской вол. Гдовского у.; в 1933 г. значится дер. Комар Музоверского с/с Лядского р-на. В
1862—1918 гг. — Узьминской вол. Гдовского у.; в 1918-26 гг. — Горско-Музоверского с/с Лосицкой вол., в 1926-27 гг. — Горско-Музоверского с/с Тупицинской вол. Гдовского у.; в 1927-54 гг. — Горско-Музоверского (с 1928 г. — Музоверского) с/с Лядского р-на; в 1954-59 г. Лосицкого с/с Лядского р-на; в 1959-63 гг. — Лосицкого с/с Плюсского р-на; в 1963-65 гг. — Лосицкого с/с Стругокрасненского р-на; в 1963-67 гг. — Симанологского с/с, в 1967-70 гг. — Сиковицкого с/с Стругокрасненского р-на.
Снят с учёта в 1970 году.

## Население
В 1785 г. — 39 душ муж. пола; в 1838 г. — 88 жит., в 1882 г. — 12 хоз. и 73 жит., в 1928 г. — 151 жит., в 1939 г. — 22 дв., в 1948 г. — 20 хоз. и 78 жит., в 1960 г. — 11 хоз. и 44 жит., в 1965 г. — 5 хоз. и 18 жит.

## Инфраструктура
Комарская водяная мельница на р. Люта (1950).
С 1930-х гг. по 1941 г. и в 1944-50 гг. — колхоз «Колхозный пахарь», в 1950-65 гг. — бригада Комар колхоза «Путь Ленина».

## Транспорт
Просёлочные дороги.